# Pachypleuria
Pachypleuria is een geslacht met ongeveer 25 soorten varens uit de familie Davalliaceae. Het zijn overwegend terrestrische varens uit tropische streken van Afrika, Madagaskar, India, Sri Lanka en de eilanden van de Indische Oceaan, Oost-Azië, China en Japan.

## Naamgeving enetymologie
- Synoniemen: Davallia sect. Pachypleuria C. Presl, Humata Cav. (A), Pteroneura Fee

## Taxonomie
Het geslacht telt in de huidige indeling 26 soorten. De typesoort is Pachypleuria pedata.

### Soortenlijst
- Pachypleuria alata
- Pachypleuria angustata
- Pachypleuria botrychioides
- Pachypleuria brackenridgei (Brownlie) M. Kato
- Pachypleuria carolinensis
- Pachypleuria dissecta
- Pachypleuria intermarginalis
- Pachypleuria lepida
- Pachypleuria macrostegia (Tagawa) M. Kato (1985)
- Pachypleuria microsora
- Pachypleuria obtusata
- Pachypleuria papuana
- Pachypleuria parallela
- Pachypleuria parvula
- Pachypleuria pectinata
- Pachypleuria pedata (Sm.) C. Presl (1851)
- Pachypleuria pusilla
- Pachypleuria pusilloides
- Pachypleuria repens (L. f.) M. Kato (1985)
- Pachypleuria sessilifolia
- Pachypleuria subimbricata
- Pachypleuria tenuis
- Pachypleuria trifoliata (Cav.) M. Kato (1985)
- Pachypleuria trukensis
- Pachypleuria vestita
- Pachypleuria werneri